# Raphaëlle Lacasse
Raphaëlle Lacasse (* 16. August 2000 in Pierrefonds, Quebec) ist eine kanadische Tennisspielerin.

## Karriere
Lacasse spielt vor allem auf der ITF Women’s World Tennis Tour, wo sie bislang einen Titel im Einzel und zwei im Doppel gewinnen konnte.
Ab August 2021 war sie für längere Zeit nicht international aktiv. Sie spielte in dieser Zeit vorrangig College-Tennis. Nach ihrem Abschluss, bei ihrer Rückkehr auf die Tour, gelang ihr 2024 auf Anhieb der Gewinn der Doppelkonkurrenz in Santo Domingo.

## College Tennis
2021 spielte Lacasse für die Jayhawks im Tennisteam der University of Kansas. Ab 2022 war sie für die Huskers der University of Nebraska-Lincoln aktiv.

## Turniersiege

### Einzel
| Nr. | Datum             | Turnier | Kategorie | Belag     | Finalgegnerin      | Ergebnis |
| --- | ----------------- | ------- | --------- | --------- | ------------------ | -------- |
| 1.  | 17. November 2019 | Cancún  | ITF W15   | Hartplatz | Viktória Morvayová | 6:4, 7:5 |

### Doppel
| Nr. | Datum         | Turnier       | Kategorie | Belag             | Partnerin           | Finalgegnerinnen                | Ergebnis |
| --- | ------------- | ------------- | --------- | ----------------- | ------------------- | ------------------------------- | -------- |
| 1.  | 15. Juni 2024 | Santo Domingo | ITF W15   | Hartplatz         | Ana Carmen Zamburek | Sharmada Balu Riya Bhatia       | 6:3, 6:4 |
| 2.  | 15. März 2025 | Montreal      | ITF W15   | Hartplatz (Halle) | Christina McHale    | Sara Daavettila Sabastiani Leon | 7:5, 6:1 |